# Patricias Argentinas

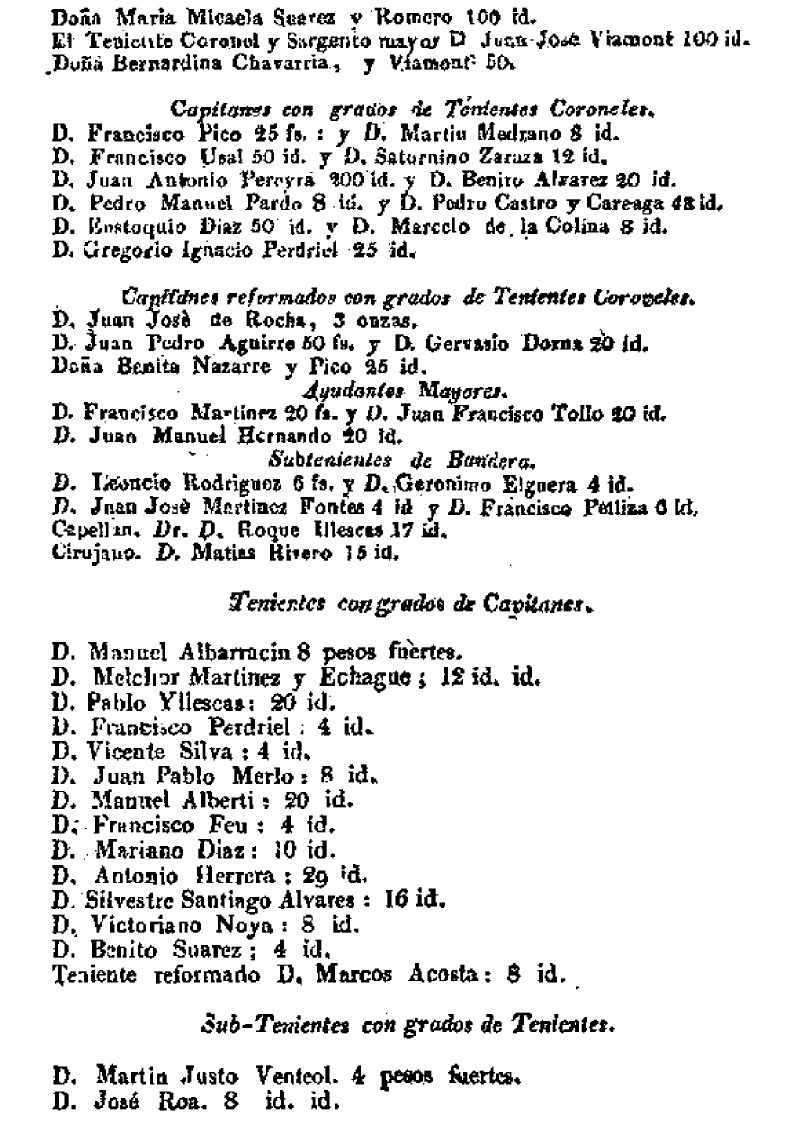

Patricias Argentinas är en hedersbeteckning på de fjorton kvinnor som den 30 maj 1812 genom ett upprop uppmanade till en insamling till stöd för utrustning av den armé som kämpade för Argentinas självständighet från Spanien under det Argentinska självständighetskriget. Var och en av dess undertecknande donerade en pistol var till armén. 
Uppropret blev berömt och exemplet togs upp av fler, något som ledde till att den argentinska armén, som hade varit svårt illa utrustad, kunde mäta sig med den spanska och fortsätta frihetskampen. Uppropret anses ha spelat en avgörande roll i det Argentinska självständighetskriget och dess utgång. 
Patricias Argentinas blev senare också ett samlingsnamn för att inkludera också andra kvinnor som hade deltagit i frihetskampen. Bland dem fanns Macacha Güemes, som hade deltagit som kurir och spion; Martina Silva de Gurruchaga, känd för sin finansiering av arméns uniformer, och Francisca Bazán de Laguna, i vars hem den första argentinska kongressen samlades. 
Den ursprungliga listans signaturer
1. Tomasa de la Quintana
2. María de los Remedios de Escalada
3. María de las Nieves de Escalada
4. María Eugenia de Escalada de Demaría
5. María de la Quintana
6. María Sánchez de Thompson
7. Carmen de la Quintanilla de Alvear
8. Ramona Esquivel y Aldao
9. Petrona Bernardina Cordero
10. Rufina de Orma
11. Isabel Calvimontes de Agrelo
12. Magdalena de Castro de Herrero
13. Ángela Castelli de Irgazábal
14. María de la Encarnación Andonaégui de Valdepares.